# Patio portal TransCaribe
El Patio portal es la principal estación de cabecera del sistema integrado de transporte masivo de Cartagena de indias Transcaribe, fue inaugurado a la ciudadanía el 22 de enero de 2017 así descongestionando a su vez la estación Santa Lucía.

## Ubicación
El Patio Portal está ubicado entre los barrios de La Providencia y Villa Rosita en la zona suroriental de la ciudad, exactamente sobre la transversal 53 y contiguo al caño Chapundún.
En las cercanías del Patio Portal se encuentra la universidad de San Buenaventura, colegio República de Argentina, barrio Las Palmeras, La Carolina y La Terminal de Transportes de Cartagena.

## Historia
La estación empezó a operar el 22 de enero de 2017 habilitando las plataformas de acceso y evacuación de pasajeros, en aquel momento solo podían ingresar los usuarios desde los diferentes buses del SITM, más tarde el 27 de marzo de 2017 se inauguraron las nuevas oficinas administrativa de Transcaribe.

## Rutas Troncales
- T100E Portal - Centro (Expreso)
- T101 Portal - Centro
- T102 Portal - Crespo
- T103 Portal - Bocagrande

## Rutas Pre-troncales
- X102 Portal - Bosque - Centro
- X103 Portal - Consulado - Centro

## Rutas Alimentadoras
- A101 Portal - La Carolina
- A102 Portal - Universidad Tecnológica de Bolívar
- A114 Portal - Flor del Campo
- A117 Portal - Pozón - Villa Estrella

## Rutas Complementarias
- C016 Portal - Terminal de transporte

## Ubicación geográfica
| Noroeste: Los cerezos    | Norte: Las palmeras | Nordeste: Las palmeras              |
| Oeste: La providencia    |                     | Este: Villa rosita                  |
| Suroeste: La providencia | Sur: La providencia | Sureste: Villa Rosita y La Carolina |

- Datos: Q29052674